# Juan Lombardi
Juan José Lombardi Álvez (Montevideo, 21 de agosto de 1965-Santiago, 28 de agosto de 2021) fue un futbolista uruguayo. Jugaba de defensa y mediocampista, y militó en diversos equipos de Uruguay y Chile.

## Clubes
| Club               | País    | Año       |
| ------------------ | ------- | --------- |
| Danubio            | Uruguay | 1984-1991 |
| Rentistas          | Uruguay | 1992-1993 |
| Provincial Osorno  | Chile   | 1994-1995 |
| Deportes Melipilla | Chile   | 1995-1996 |